# GFC (mediabedrijf)
GFC Nieuws is een Surinaams georiënteerde nieuwswebsite en brengt 24 uur per dag Surinaams gerelateerde actualiteiten, trends en het laatste nieuws uit Suriname. De website heeft diverse categorieën en plaatst ook frequent artikelen aangaande lifestyle, gezondheid, entertainment en overige human interest onderwerpen die betrekking hebben op Surinamers in eigen land of in het buitenland. 
GFC beschikt over een redactie van ongeveer acht personen en was aanvankelijk gevestigd in Den Haag, maar opereerde van 2023 tot 2025 vanuit Rotterdam. Het medium werd op 21 april 2010 in Suriname opgericht en wordt momenteel beheerd door Constantin Foundation in Paramaribo. 
Een spelfout boven een artikel in 2011, getiteld "Veel diarree gevallen in Nickerie", werd met 537 van bijna 1800 stemmen uitgeroepen tot Onjuiste Spatie van 2011 door Signalering Onjuist Spatiegebruik. Het leverde daarnaast veel publiciteit in de Nederlandstalige wereld. In 2014 beklaagde ABOP-politicus Ronnie Brunswijk zich over negatieve berichtgeving over hem door GFC die niet waar zou zijn.